# Élections régionales belges de 2019
 (septembre 2021).
Les élections régionales belges de 2019 portent sur l'élection de 313 députés au sein des cinq parlements régionaux et communautaire, lors d'un scrutin ayant eu lieu le 26 mai 2019.

## Sièges à pourvoir et résultats
313 sièges ont été pourvus dans les 5 parlements régionaux et/ou communautaires :
- 124 députés au Parlement flamand
- 75 députés au Parlement wallon (siègent aussi au parlement de la Communauté française)
- 89 députés au Parlement bruxellois, dont :
  - 72 au collège francophone (ils élisent 19 parmi eux qui siègent aussi au Parlement de la Communauté française)
  - 17 au collège néerlandophone
- 25 députés au Parlement de la Communauté germanophone de Belgique
- 50 sénateurs sont sélectionnés par la suite parmi les 313 élus, dont 29 néerlandophones (dont un doit siéger au Parlement bruxellois), 20 francophones (10 de la Communauté française dont 3 Bruxellois au minimum ; 8 de la Région wallonne ; 2 de la Région bruxelloise) et 1 germanophone.

Ces élections montrent une divergence très forte entre la région flamande et la région wallonne : si les partis traditionnels sont en recul et qu'on assiste à la montée du PTB et des écologistes (Ecolo - Groen) des deux côtés de la frontière linguistique, la progression de ces deux formations politiques reste beaucoup plus impressionnante en Wallonie qu'en Flandre ; de plus, si l'extrême-droite disparaît de la région wallonne, elle explose en région flamande dont le Vlaams Belang devient le second parti. L'évolution politique dans la région de Bruxelles-Capitale reste similaire à celle de Wallonie et Ecolo devient le second parti bruxellois derrière le PS.
Les nouveaux gouvernements formés à la suite de ces élections sont :
- Communauté germanophone : Paasch II (ProDG-PFF-SP)
- Région de Bruxelles-Capitale : Vervoort III (PS-Ecolo-DéFI-Groen-Open Vld-one.brussels-sp.a)
- Région wallonne : Di Rupo III (PS-MR-Ecolo)
- Communauté française : Jeholet (MR-PS-Ecolo)
- Région et Communauté flamande : Jambon (N-VA-CD&V-Open Vld)

## Parlement flamand

### Résultats
|                           |                                                 |           |       |       |        |               |
| Parti                     | Parti                                           | Voix      | %     | +/-   | Sièges | +/-           |
|                           | Nieuw-Vlaamse Alliantie (N-VA)                  | 1 052 252 | 24,83 | 7,05  | 35     | 8             |
|                           | Vlaams Belang (VB)                              | 783 977   | 18,50 | 12,58 | 23     | 17            |
|                           | Christen-Democratisch en Vlaams (CD&V)          | 652 766   | 15,40 | 5,08  | 19     | 8             |
|                           | Open Vlaamse Liberalen en Democraten (Open VLD) | 556 630   | 13,13 | 1,02  | 16     | 3             |
|                           | Socialistische Partij Anders (sp.a)             | 429 631   | 10,14 | 3,85  | 12     | 6             |
|                           | Groen                                           | 428 696   | 10,11 | 1,41  | 14     | 4             |
|                           | Parti du travail de Belgique (PVDA)             | 225 593   | 5,32  | 2,79  | 4      | 4             |
|                           | DierAnimal                                      | 36 944    | 0,87  | Nv.   | 0      | en stagnation |
|                           | Union des francophones (UF)                     | 28 804    | 0,68  | 0,15  | 0      | 1             |
|                           | Piratenpartij                                   | 9 148     | 0,22  | 0,40  | 0      | en stagnation |
|                           | Cartel sp.a-one brussels                        | 8 958     | 0,21  | Nv.   | 1      | 1             |
|                           | PRO                                             | 5 685     | 0,13  | Nv.   | 0      | en stagnation |
|                           | D-SA                                            | 4 569     | 0,11  | Nv.   | 0      | en stagnation |
|                           | Be.One                                          | 4 064     | 0,10  | Nv.   | 0      | en stagnation |
|                           | PV&S                                            | 2 813     | 0,07  | Nv.   | 0      | en stagnation |
|                           | Genoeg vr iedereen                              | 2 650     | 0,06  | Nv.   | 0      | en stagnation |
|                           | Burgerlijst                                     | 2 033     | 0,05  | Nv.   | 0      | en stagnation |
|                           | RP                                              | 1 659     | 0,04  | Nv.   | 0      | en stagnation |
|                           | De coöperatie                                   | 1 402     | 0,03  | Nv.   | 0      | en stagnation |
|                           |                                                 |           |       |       |        |               |
| Suffrages exprimés        | Suffrages exprimés                              | 4 238 274 | 95,04 |       |        |               |
| Votes blancs et invalides | Votes blancs et invalides                       | 220 790   | 4,95  |       |        |               |
| Total                     | Total                                           | 4 459 064 | 100   | -     | 124    | en stagnation |
| Abstentions               | Abstentions                                     | 379 502   | 7,84  |       |        |               |
| Inscrits/Participation    | Inscrits/Participation                          | 4 838 566 | 92,16 |       |        |               |

### Formation gouvernementale
La N-VA étant le premier parti flamand, c'est elle qui commence les consultations politiques. La première semaine suivant les élections, Bart De Wever rencontre les représentants des partis flamands. Un second tour commence la deuxième semaine ; le PTB est le seul parti à ne pas être invité une seconde fois par la N-VA.
Lors du troisième tour de consultation, des échanges ont lieu entre le Vlaams Belang et la N-VA sur des textes concrets. Cependant, ces deux partis n'ont pas la majorité à eux seuls et aucun autre parti flamand n'envisage d'entrer dans une majorité avec le Vlaams Belang. Gwendolyn Rutten, présidente de l'Open Vld, demande alors à la N-VA de clarifier sa position vis-à-vis du Vlaams Belang.
Le 17 juin 2019, Peter De Roover (N-VA) annonce qu'un gouvernement minoritaire N-VA-Vlaams Belang pourrait être un « plan B » si aucune coalition majoritaire ne se révèle possible, mais que « ce n'est pas l'option privilégiée ». Aucun des autres partis flamands ne souhaitant gouverner avec le Vlaams Belang, une coalition comprenant celui-ci serait dans tous les cas minoritaires. De Roover annonce également que le 11 juillet « reste un bel objectif » pour la formation d'un gouvernement flamand.
Le 26 juin 2019, tandis que la N-VA continue de négocier avec le Vlaams Belang, Peter De Roover interpelle le CD&V et l'Open Vld en leur demandant de justifier leur refus de gouverner avec le Vlaams Belang. Gwendolyn Rutten répond pour l'Open Vld en tweetant « Jusqu'à quand, Bart De Wever, abuseras-tu de notre patience ? ».
Le 1er juillet 2019, Bart De Wever annonce ne pas désirer lancer la formation d'un gouvernement flamand tant que la situation au niveau fédéral ne se sera pas éclaircie.
Le 2 juillet 2019, à la suite du départ de Geert Bourgeois au Parlement européen, Liesbeth Homans le remplace à la tête du gouvernement Bourgeois (par conséquent renommé gouvernement Homans).
Le 31 juillet 2019, après avoir interrompu pendant un mois les discussions, la N-VA et le sp.a annoncent discuter ensemble afin d'éventuellement entrer ensemble dans une majorité gouvernementale. Cependant, cette décision ne fait pas l'unanimité au sein du parti socialiste flamand et certains membres du parti contestent cette décision, notamment en affirmant que le parti peinerait à peser au sein d'une majorité et qu'il vaut mieux rester dans l'opposition.
Le 7 août 2019, l'Open Vld déclare que si les libéraux flamands sont exclus de la majorité régionale, ils refuseront de monter au fédéral.
Le 12 août 2019, Jan Jambon est annoncé comme formateur du futur gouvernement flamand qui devrait être une reconduction de la coalition sortante (N-VA-Open Vld-CD&V). Après une brève rencontre entre les trois partis le 13 août, les négociations commencent le 14 août. Le nouveau gouvernement flamand devrait être formé avant le 23 septembre.

## Parlement de Wallonie

### Résultats résumés
| Date        | Journal                   | PS      | MR      | Ecolo   | CDH     | PTB     | PP     | DéFI   | Autres | Avance du premier parti |
| ----------- | ------------------------- | ------- | ------- | ------- | ------- | ------- | ------ | ------ | ------ | ----------------------- |
| 26 mai 2019 | Élections régionales 2019 | 26,17 % | 21,42 % | 14,48 % | 11,00 % | 13,68 % | 3,67 % | 4,14 % | 5,44 % | 4,75 %                  |
| 25 mai 2014 | Élections régionales 2014 | 30,9 %  | 26,68 % | 8,62 %  | 15,17 % | 5,76 %  | 4,86 % | 2,53 % | 5,46 % | 4,22 %                  |

### Résultats
| sans cadre                |                                          |           |       |      |        |               |  |
| Parti                     | Parti                                    | Voix      | %     | +/-  | Sièges | +/-           |  |
|                           | Parti socialiste (PS)                    | 532 422   | 26,17 | 4,73 | 23     | 7             |  |
|                           | Mouvement réformateur (MR)               | 435 878   | 21,42 | 5,27 | 20     | 5             |  |
|                           | Ecolo                                    | 294 631   | 14,48 | 5,86 | 12     | 8             |  |
|                           | Parti du travail (PTB)                   | 278 343   | 13,68 | 7,92 | 10     | 8             |  |
|                           | Centre démocrate humaniste (cdH)         | 223 775   | 11,00 | 4,17 | 10     | 3             |  |
|                           | Démocrate fédéraliste indépendant (DéFI) | 84 219    | 4,14  | 1,61 | 0      | en stagnation |  |
|                           | Parti populaire (PP)                     | 74 622    | 3,67  | 1,19 | 0      | 1             |  |
|                           | Listes Destexhe (LD)                     | 30 878    | 1,52  | Nv.  | 0      | en stagnation |  |
|                           | Collectif Citoyen (CC)                   | 26 673    | 1,31  | Nv.  | 0      | en stagnation |  |
|                           | DierAnimal                               | 18 417    | 0,91  | Nv.  | 0      | en stagnation |  |
|                           | Nation                                   | 9 649     | 0,47  | 0,06 | 0      | en stagnation |  |
|                           | Wallonie Insoumise (WI)                  | 8 155     | 0,40  | Nv.  | 0      | en stagnation |  |
|                           | Agir                                     | 7 146     | 0,35  | Nv.  | 0      | en stagnation |  |
|                           | Demain                                   | 4 443     | 0,22  | Nv.  | 0      | en stagnation |  |
|                           | La Droite                                | 3 407     | 0,17  | 1,22 | 0      | en stagnation |  |
|                           | PCB                                      | 944       | 0,05  | Nv.  | 0      | en stagnation |  |
|                           | Référendum                               | 621       | 0,03  | 0,06 | 0      | en stagnation |  |
|                           | Turquoise                                | 590       | 0,03  | Nv.  | 0      | en stagnation |  |
|                           |                                          |           |       |      |        |               |  |
| Suffrages exprimés        | Suffrages exprimés                       | 2 220 443 | 91,64 |      |        |               |  |
| Votes blancs et invalides | Votes blancs et invalides                | 185 630   | 8,36  |      |        |               |  |
| Total                     | Total                                    | 2 406 073 | 100   | -    | 75     | en stagnation |  |
| Abstentions               | Abstentions                              | 342590    | 13,37 |      |        |               |  |
| Inscrits                  | Inscrits                                 | 2 563 033 | 100   |      |        |               |  |

### Formation gouvernementale

#### Premières consultations
Le PS étant premier, c'est lui qui commence les consultations politiques afin de préparer les négociations pour la formation d'une nouvelle coalition wallonne. Elio Di Rupo et Paul Magnette rencontrent le MR et Ecolo le 29 mai 2019. Le 3 juin 2019, ils rencontrent le cdH et le PTB. Le 4 juin 2019, ils rencontrent les syndicats des travailleurs (FGTB, CSC et CGSLB) ; Di Rupo commente la rencontre en disant que tout le monde était d'accord pour reconstruire le dialogue social en Wallonie. Le 5 juin 2019, ils rencontrent les représentants du patronat (Fédération Wallonne de l'Agriculture, Syndicat Neutre pour Indépendants, Union des Classes Moyennes et Union Wallonne des Entreprises).
Le 5 juin 2019, le cdH annonce que, à la suite de ses mauvais résultats électoraux, il rentrera dans l'opposition. Cette décision limite le nombre de coalitions possibles à trois : soit PS-MR, soit PS-MR-Ecolo, soit PS-Ecolo-PTB.
Le 7 juin 2019 commence un second tour de discussions. Elio Di Rupo et Paul Magnette commencent par rencontrer le MR pour discuter autour de propositions chiffrées ; l'après-midi, l'Institut Wallon de l'Évaluation, de la Prospective et de la Statistique (IWEPS) livrera aux négociateurs socialistes un rapport chiffré de la situation en Wallonie.
Le 11 juin 2019, ils rencontrent une nouvelle fois le PTB ; Raoul Hedebouw (PTB) commentera l'entretien en disant que « Cela ne sert plus à rien de revoir le PS », reprochant aux socialistes de ne pas vouloir une réelle politique de rupture. Elio Di Rupo rétorque que « Le PTB refuse d'assumer ses responsabilités » et Paul Magnette affirme sur Twitter que « Les négociations ne sont pas terminées, Raoul Hedebouw, elles n'ont pas encore commencé ». Pendant plusieurs jours, les socialistes continueront cependant de tendre la main au PTB (Di Rupo affirmant notamment le 16 juin qu'il privilégiait une coalition avec le PTB à une coalition avec le MR). Le PTB refuse malgré cela de retourner à la table des négociations.
Le 11 juin 2019 commence la nouvelle session parlementaire wallonne sans nouvelle coalition gouvernementale.

#### La note«coquelicot»
Di Rupo et Magnette rencontrent une seconde fois Ecolo le 12 juin 2019. Le départ du cdH et du PTB ne laissant plus beaucoup d'alternatives de coalitions et celles-ci étant soit impopulaires (PS-MR) ou ne donnant pas la possibilité à Ecolo de peser (PS-MR-Ecolo), la rumeur d'une potentielle coalition minoritaire PS-Ecolo se diffuse.
Le 17 juin 2019, Jean-Marc Nollet (Ecolo) propose une coalition « coquelicot », soit un gouvernement minoritaire PS-Ecolo composée en partie de personnes issues de la société civile. Le MR refuse cependant de soutenir un tel projet en affirmant que la Wallonie a besoin de stabilité, ce que ne permettrait pas cette coalition. Le cdH refuse également de soutenir une telle coalition, jugeant que la Wallonie ne peut pas se permettre un exécutif aussi instable ; le parti réaffirme également qu'il n'apportera son soutien que « ponctuellement » à la coalition qui se mettra en place tout en restant dans l'opposition. Jean-Marc Nollet estime cependant qu'un soutien sans participation du cdH reste possible, ce qui permettrait à la coalition d'avoir malgré tout une majorité au Parlement.
Le 19 juin 2019, le PS et Ecolo se rencontrent pour discuter des points de convergence entre les deux partis. Si Elio Di Rupo espère que cette discussion amènera à poser les bases d'un programme gouvernementale à présenter au Parlement, Jean-Marc Nollet considère quant à lui que cette rencontre ne doit pas être considérée comme ouvrant des négociations ou comme posant les bases d'une future coalition. La discussion n'a cependant pas permis de poser les bases d'un programme, Ecolo insistant pour que les négociations aient lieu avec les représentants de la société civile qui participeraient à une éventuelle coalition « coquelicot ». Le PS et Ecolo sont cependant d'accord pour ne pas impliquer le MR dans les discussions à venir.
L'idée d'impliquer la société civile dans les négociations voire dans l'équipe gouvernementale (en nommant des ministres non-élus) fait débat. Le flou entourant la définition de la société civile pose question et plusieurs commentateurs et personnalités politiques font remarquer que la société civile n'est pas monolithique mais plurielle, et que le choix des représentants de la « société civile » est loin d'être anodin politiquement. De plus, l'idée d'avoir une coalition minoritaire pendant les cinq années à venir laisse craindre une instabilité de l'exécutif wallon. Le PS est également divisé sur la question, avec des personnalités comme Rudy Demotte et Christophe Collignon craignant qu'un gouvernement minoritaire ne rende très difficile le vote des lois. Le MR relève quant à lui que l'idée d'impliquer la société civile n'a été soulevée qu'en Wallonie et pas à Bruxelles, et estime que cela ressemble à une excuse pour justifier l'exclusion des libéraux de la majorité wallonne à laquelle ils sont nécessaires à la suite du départ du PTB et du cdH.
Le 21 juin 2019, le bureau du PS sollicite officiellement Ecolo pour lancer des négociations et poser les bases d'une déclaration de politique gouvernementale. Les socialistes valident également la participation de la société civile dans les négociations et prennent acte du retrait du cdH et de la « désertion » du PTB. Le Conseil de Fédération d'Ecolo accepte quelques heures plus tard de négocier avec le PS et la société civile afin de former une coalition gouvernementale wallonne.
Plusieurs membres du cdH commencent à remettre en question le choix de leur parti de rester dans l'opposition. C'est notamment le cas de l'ex-député Benoît Drèze le 22 juin et du député fédéral Josy Arens le 25 juin. Maxime Prévot, président du cdH, déclare cependant que la ligne du parti reste inchangée.
Les négociations entre le PS et Ecolo commencent le 24 juin 2019. Le 26 juin, les deux partis révèlent une vingtaine d'axes de travail pour les négociations en cours ; parmi ces axes, on trouve notamment une mobilisation plus grande de la société civile et des citoyens dans la vie démocratique wallonne, une transition sociale et écologique, le plein emploi pour 2030, une aide à l'isolation et à la rénovation des bâtiments, un investissement dans les transports en commun pour remplacer la voiture individuelle, et un soutien à la production locale et écologique. Les socialistes et les écologistes déclarent que les partis intéressés par ce projet peuvent toujours rejoindre la table des négociations, ce qui amènerait alors à la constitution d'un gouvernement majoritaire et non plus minoritaire.
Les 27 et 28 juin 2019, le PS et Ecolo rencontrent une centaine de représentants de la société civile. Parmi les personnes rencontrées, on trouve des représentants de l'enseignement, de la recherche, de la culture, des médias, de la jeunesse, de la santé et de l'action sociale.
Le 5 juillet 2019, le PS et Ecolo annoncent avoir finalisé une note résumant la ligne politique d'une potentielle coalition coquelicot. Cette note est ensuite présentée aux autres partis, ceux-ci devant ensuite la valider ou la rejeter. Le PTB déclare cependant le 7 juillet que la note est « taillée sur mesure pour le cdH et prépare les renoncements de demain » et qu'il la rejettera. Le 8 juillet, le MR déclare également rejeter la note en affirmant que « Dans cette note, il y a des bons éléments, d’autres, qui sont difficilement acceptables, dans une société qui se veut basculante ». Le 9 juillet, le cdH rejette également la note, non sans tensions au sein du parti (le député fédéral Josy Arens, déçu par cette décision, envisageant alors de quitter le groupe cdH à la Chambre). La décision du cdH sera critiquée par Ecolo, qui affirmera que "alors que la planète brûle, le cdH se regarde le nombril".

#### Vers une coalition arc-en-ciel
Le 10 juillet 2019, à la suite du rejet de la note « coquelicot » (rendant impossible la mise en place d'une coalition "coquelicot"), le PS invite Ecolo et le MR à des "rencontres exploratoires", en vue de la formation d'une coalition arc-en-ciel (PS-MR-Ecolo). Ecolo accepte l'invitation, ainsi que le MR. Les discussions entre les trois partis auront pour base la note "coquelicot", note à laquelle les libéraux amèneront leurs propositions.
Elio Di Rupo, Charles Michel et Jean-Marc Nollet se rencontrent le 11 juillet 2019 pour commencer les négociations.
Le nouveau gouvernement bruxellois (Vervoort III), dont la majorité francophone est PS-Ecolo-DéFI, prête serment le 18 juillet 2019. Le MR, à la suite de son entrée dans les négociations wallonnes, avait essayé de rentrer également dans la majorité bruxelloise, ce que le PS et Ecolo ont refusé, risquant ainsi de compliquer les négociations en Wallonie.
Le 30 juillet 2019, les négociateurs annoncent que les discussions seront suspendues entre le 5 et le 15 août afin de permettre à Elio Di Rupo, formateur, de rédiger une note résumant les déclarations de politique régionale d'un futur gouvernement wallon PS-MR-Ecolo. Les négociations reprennent le 16 août et devraient être achevées début septembre avant la rentrée parlementaire.
Le 31 août 2019, Jean-Marc Nollet annonce que les négociations sont entrées dans leur phase d'arbitrage.
Les négociations s'achèvent le 9 septembre 2019. Le programme des nouveaux gouvernements de la Région wallonne et de la Communauté française sont présentés à la presse dans l'après-midi. Le gouvernement Di Rupo III prête serment le 13 septembre 2019.

## Parlement de la Région de Bruxelles-Capitale

### Résultats
|                                  |                                                 |         |       |       |        |               |  |
| Parti                            | Parti                                           | Voix    | %     | +/-   | Sièges | +/-           |  |
| Collège électoral francophone    |                                                 |         |       |       |        |               |  |
|                                  | Parti socialiste (PS)                           | 85 530  | 22,03 | 4,56  | 17     | 4             |  |
|                                  | Ecolo                                           | 74 246  | 19,12 | 9,01  | 15     | 7             |  |
|                                  | Mouvement réformateur (MR)                      | 65 502  | 16,87 | 6,17  | 13     | 5             |  |
|                                  | Démocrate fédéraliste indépendant (DéFI)        | 53 638  | 13,81 | 0,99  | 10     | 2             |  |
|                                  | Parti du travail de Belgique (PTB)              | 52 297  | 13,47 | 9,61  | 10     | 6             |  |
|                                  | Centre démocrate humaniste (cdH)                | 29 436  | 7,58  | 4,16  | 6      | 3             |  |
|                                  | Listes Destexhe (LD)                            | 10 052  | 2,59  | Nv.   | 0      | en stagnation |  |
|                                  | Parti populaire (PP)                            | 6 605   | 1,70  | 0,24  | 0      | en stagnation |  |
|                                  | DierAnimal                                      | 5 113   | 1,32  | Nv.   | 1      | 1             |  |
|                                  | Collectif Citoyen (CC)                          | 2 029   | 0,52  | Nv.   | 0      | en stagnation |  |
|                                  | act-SALEM                                       | 1 496   | 0,39  | Nv.   | 0      | en stagnation |  |
|                                  | Plan B                                          | 1 115   | 0,29  | Nv.   | 0      | en stagnation |  |
|                                  | Hé                                              | 697     | 0,18  | Nv.   | 0      | en stagnation |  |
|                                  | be@eu                                           | 522     | 0,13  | Nv.   | 0      | en stagnation |  |
| Total                            | Total                                           | 388 278 | 100   | -     | 72     | en stagnation |  |
| Collège électoral néerlandophone |                                                 |         |       |       |        |               |  |
|                                  | Groen                                           | 14 425  | 20,61 | 2,72  | 4      | 1             |  |
|                                  | Nieuw-Vlaamse Alliantie (N-VA)                  | 12 578  | 17,97 | 0,97  | 3      | en stagnation |  |
|                                  | Open Vlaamse Liberalen en Democraten (Open VLD) | 11 051  | 15,79 | 10,91 | 3      | 2             |  |
|                                  | Cartel one.brussels-sp.a                        | 10 540  | 15,06 | 4,51  | 3      | en stagnation |  |
|                                  | Vlaams Belang (VB)                              | 5 838   | 8,34  | 2,74  | 1      | en stagnation |  |
|                                  | Christen-Democratisch en Vlaams (CD&V)          | 5 231   | 7,47  | 3,96  | 1      | 1             |  |
|                                  | Agora                                           | 3 629   | 5,18  | Nv.   | 1      | 1             |  |
|                                  | Be.One                                          | 3 021   | 4,32  | Nv.   | 0      | en stagnation |  |
|                                  | Partij van de Arbeid (PVDA)                     | 2 992   | 4,27  | Nv.   | 1      | 1             |  |
|                                  | Cartel DierAnimal-NL                            | 691     | 0,99  | Nv.   | 0      | en stagnation |  |
| Total                            | Total                                           | 69 996  | 100   | -     | 17     | en stagnation |  |
|                                  |                                                 |         |       |       |        |               |  |
| Suffrages exprimés               | Suffrages exprimés                              | 458 274 | 93,35 |       |        |               |  |
| Votes blancs et invalides        | Votes blancs et invalides                       | 32 643  | 6,65  |       |        |               |  |
| Total                            | Total                                           | 490 917 | 100   | -     | 89     | en stagnation |  |
| Abstentions                      | Abstentions                                     | 97 286  | 16,54 |       |        |               |  |
| Inscrits/Participation           | Inscrits/Participation                          | 588 203 | 83,46 |       |        |               |  |

### Formation gouvernementale
Du côté néerlandophone, des négociations commencent le 31 mai 2019 entre Groen, one.brussels et l'Open Vld ; ces trois partis ont la majorité du côté du collège électoral néerlandophone (10/17).
Le PS étant premier du côté francophone, c'est lui qui commence les consultations politiques afin de préparer les négociations pour la formation d'une nouvelle coalition bruxelloise francophone. Rudi Vervoort et Laurette Onkelinx rencontrent Ecolo et le MR le 29 mai 2019 ; ils rencontrent DéFI le 3 juin 2010 et le PTB puis le cdH le 4 juin. Pour rentrer dans un gouvernement bruxellois, le PTB pose cependant comme condition d'être à la fois dans la majorité francophone et dans la majorité néerlandophone étant donné que le parti est unitaire. Le 6 juin 2019, ils rencontrent les syndicats ouvriers et patronaux.
Le 5 juin 2019, le cdH annonce que, à la suite de ses mauvais résultats électoraux, il rentrera dans l'opposition.
Le 11 juin 2019 commence la nouvelle session parlementaire bruxelloise sans nouvelle coalition gouvernementale.
Le 14 juin 2019, un projet de coalition francophone PS-Ecolo-DéFI (42 sièges sur 72) est proposé par les socialistes. L'Open Vld demande cependant à ce que le MR fasse partie de la coalition francophone. Laurette Onkelinx décline cependant cette proposition.
Le 21 juin 2019, le Conseil de Fédération d'Ecolo valide la participation des écologistes aux négociations avec le PS et DéFI pour former une majorité francophone à Bruxelles.
Le 24 juin 2019, alors que les négociations pour la formation d'un gouvernement bruxellois devaient commencer, l'Open Vld réclame une rencontre supplémentaire avec Rudi Vervoort et Elke Van den Brandt (formatrice du côté néerlandophone) avant de s'engager dans les négociations. Finalement, la première journée de négociations se déroule avec le PS, Ecolo, DéFI, Groen et one.brussels mais sans la présence de l'Open Vld. Les formateurs rencontrent le 25 juin l'Open Vld afin d'entendre les réticences des libéraux flamands à entrer dans les négociations bruxelloises, ceux-ci souhaitant que la Région bruxelloise puisse être un « vecteur de stabilité pour notre pays ». Les négociations commencent finalement le 1er juillet, l'Open Vld ayant finalement accepté de rejoindre la table des négociations.
Bien que les négociateurs se soient astreints à ne rien révéler du déroulement des discussions tant que celles-ci ne sont pas achevées, des rumeurs commencent à tourner quant à une conclusion positive des négociations aux alentours du 12 juillet 2019 et à la mise en place du nouveau gouvernement bruxellois pour le 21 juillet.
À la suite de l'entrée du MR dans les négociations wallonnes, ce dernier annonce le 12 juillet 2019 vouloir être associé aux négociations bruxelloises. Les négociateurs refusent. Plus tard dans la journée, les négociateurs annoncent que l'accord de gouvernement est presque prêt et que les derniers détails doivent être discutés le lundi 15 juillet.
Le 15 juillet 2019, le cabinet de Rudi Vervoort annonce que les négociations ne s'achèveront finalement pas le jour-même mais qu'elles continueront le lendemain. Des rumeurs affirment que ce retard serait dû à un coup de pression de l'Open Vld qui aurait réaffirmé sa volonté d'inclure le MR dans la majorité. Le lendemain, les libéraux flamands tentent de convaincre les négociateurs d'inclure le MR dans la majorité, ce qui n'est pas accepté. Interrompues à midi, les négociations reprennent finalement à 18h00, l'Open Vld finissant par céder.
Un accord gouvernemental finit par être conclu le 17 juillet 2019 à 3h30. Le programme du gouvernement Vervoort III est présenté dans l'après-midi. Le nouveau gouvernement prête serment devant le Parlement bruxellois le 18 juillet. Le Parlement bruxellois vote la confiance au gouvernement le 20 juillet.

## Parlement de la Communauté germanophone

### Têtes de liste
| Parti | Parti    | Tête de liste       |
| ----- | -------- | ------------------- |
|       | 1.Vivant | Michael Balter      |
|       | 2.Ecolo  | Freddy Mockel       |
|       | 4.ProDG  | Oliver Paasch       |
|       | 5.CSP    | Colin Kraft         |
|       | 6.PFF-MR | Isabelle Weykmans   |
|       | 17.SP    | Antonios Antoniadis |

### Résultats
|                           |                                              |        |       |      |        |               |  |  |  |
| Parti                     | Parti                                        | Voix   | %     | +/-  | Sièges | +/-           |  |  |  |
|                           | ProDG                                        | 9 146  | 23,33 | 1,12 | 6      | en stagnation |  |  |  |
|                           | Christlich Soziale Partei (CSP)              | 9 069  | 23,14 | 1,72 | 6      | 1             |  |  |  |
|                           | SP Regionalverband Ostbelgien (SP)           | 5 820  | 14,85 | 1,23 | 4      | en stagnation |  |  |  |
|                           | VIVANT                                       | 5 807  | 14,81 | 4,19 | 3      | 1             |  |  |  |
|                           | Ecolo                                        | 4 902  | 12,51 | 2,97 | 3      | 1             |  |  |  |
|                           | Partei für Freiheit und Fortschritt (PFF-MR) | 4 454  | 11,36 | 4,19 | 3      | 1             |  |  |  |
|                           |                                              |        |       |      |        |               |  |  |  |
| Suffrages exprimés        | Suffrages exprimés                           | 39 198 | 92,22 |      |        |               |  |  |  |
| Votes blancs et invalides | Votes blancs et invalides                    | 3 305  | 7,78  |      |        |               |  |  |  |
| Total                     | Total                                        | 42 503 | 100   | -    | 25     | en stagnation |  |  |  |
| Abstentions               | Abstentions                                  | 6 938  | 14,03 |      |        |               |  |  |  |
| Inscrits/Participation    | Inscrits/Participation                       | 49 441 | 85,97 |      |        |               |  |  |  |

### Formation gouvernementale
La coalition sortante du gouvernement Paasch I (ProDG - PFF - SP) est reconduite dans le gouvernement Paasch II. Même si elle ne représente plus que 49,50% des voix et qu'elle a perdu un siège (le PFF étant passé de 4 à 3 sièges), elle reste majoritaire au Parlement germanophone (13 sièges sur 25). Le ministre-président germanophone prête serment devant le Roi le 18 juin 2019.